# Ujihara Ryoji
Ryoji Ujihara (sinh ngày 10 tháng 5 năm 1981) là một cầu thủ bóng đá người Nhật Bản.

## Sự nghiệp câu lạc bộ
Ryoji Ujihara đã từng chơi cho Nagoya Grampus Eight, Albirex Niigata, Sagan Tosu, Montedio Yamagata và Thespa Kusatsu.